# Kampfgeschwader 77
A Kampfgeschwader 77 foi uma unidade aérea de bombardeiros da Luftwaffe durante a Segunda Guerra Mundial.

## Geschwaderkommodoren
| Comandante                               | Data                                          |
| ---------------------------------------- | --------------------------------------------- |
| Oberst Heinrich Seywald                  | 1 de Maio de 1939 - 13 de Setembro de 1939    |
| Generalmajor Wolf von Stutterheim        | 14 de Setembro de 1939 - 21 de Março de 1940  |
| Oberst Dr. Johann-Volkmar Fisser         | 21 de Março de 1940 - 31 de Maio de 1940      |
| Obstlt Wolf von Stutterheim              | 31 de Maio de 1940 - 15 de Junho de 1940      |
| Generalmajor Heinz-Hellmuth von Wühlisch | 21 de Junho de 1940 - 1 de Agosto de 1940     |
| Obstlt Johann Raithel                    | 1 de Agosto de 1940 - 13 Março de 1942        |
| Major Arved Crüger                       | 13 de Março de 1942 - 22 de Março de 1942     |
| Obstlt Hermann Schlüter                  | 23 de Março de 1942 - 12 de Fevereiro de 1943 |
| Major Wilhelm Stemmler                   | 12 de Fevereiro de 1943 - Julho de 1944       |

## Stab
Formado em 1 de Maio de 1939 em Prague-Kbely a partir de partes do Stab/kg 153.
Foi realizada a conversão para os bombardeiros Ju 88 LT a partir de Julho de 1943. O Stab foi dispensado em Julho de 1944.

## I. Gruppe

### Gruppenkommandeure
- Maj Balcke, 1 de Maio de 1939 - 1940
- Hptm Joachim Pötter, ? - 25 de Outubro de 1941
- Maj Ernst-Günther von Scheliha,7 de Maio de 1942 - 1 de Setembro de 1942
- Maj Willi Sölter, ? - Julho de 1944

Formado em 1 de Maio de 1939 em Prague-Kbely a partir do I./kg 153 com:
- Stab I./KG77 a partir do Stab I./KG153
- 1./KG77 a partir do 1./KG153
- 2./KG77 a partir do 2./KG153
- 3./KG77 a partir do 3./KG153

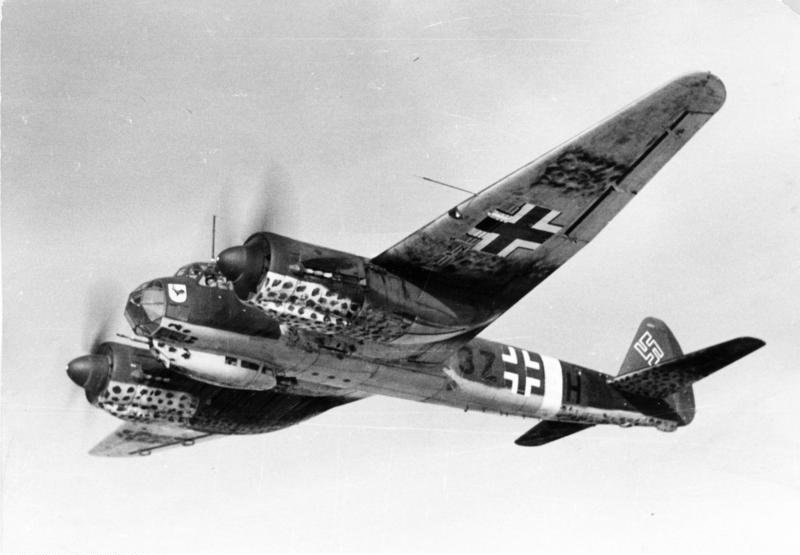
Ju 88 pertencente a Unidade

No dia 1 de Setembro de 1942 foi redesignado I./kg 6:
- Stab I./KG77 se tornou Stab I./KG6
- 1./KG77 se tornou 1./KG6
- 2./KG77 se tornou 2./KG6
- 3./KG77 se tornou 3./KG6

Foi reformado no mesmo dia em Catania a partir do KGr. 606 com:
- Stab I./KG77 a partir do Stab/KGr.606
- 1./KG77 a partir do 1./KGr.606
- 2./KG77 a partir do 2./KGr.606
- 3./KG77 a partir do 3./KGr.606

Foi convertido para a utilização dos combardeiros Ju 88 LT em Julho de 1943.
Em Julho de 1944 foi renomeado I./kg 26:
- Stab I./KG77 se tornou Stab I./KG26
- 1./KG77 se tornou 1./KG26
- 2./KG77 se tornou 2./KG26
- 3./KG77 se tornou 3./KG26

## Gruppenkommandeure
- Obstlt Augustin, 1 de Maio de 1939 - Novembro de 1939
- Obstlt Karl Angerstein, 3 de Novembro de 1939 - 8 de Janeiro de 1940
- Major Behrendt, 1940
- Hptm Dietrich Peltz, 13 de Março de 1941 - 30 de Setembro de 1941
- Hptm Heinrich Paepcke, Outubro de 1941 - 17 de Outubro de 1942
- Hptm Eberhard Stüwe, ? - Julho de 1944

Formado em 1 de Maio de 1939 em Brünn a partir do II./kg 158 com:
- Stab II./KG77 a partir do Stab II./KG158
- 4./KG77 a partir do 4./KG158
- 5./KG77 a partir do 5./KG158
- 6./KG77 a partir do 6./KG158

O Stab, 5.-6./KG77 foram dispensados em Julho de 1944, e o 4./KG77 em Agosto de 1944.

## III. Gruppe

### Gruppenkommandeure
- Obstlt Wolf von Stutterheim, 1 de Maio de 1939 - 21 de Setembro de 1939
- Maj Walter Wadehn, 21 de Setembro de 1939 - 15 de Dezembro de 1939
- Maj Max Kless, Janeiro de 1940 - 18 de Setembro de 1940
- Maj Handke, Setembro de 1940 - ?
- Maj von Frankenberg, 1941
- Hptm Heinz Richter, ? - 2 de Junho de 1943

Formado em 1 de Maio de 1939 em Königgrätz a partir do II./kg 255 com:
- Stab III./KG77 a partir do Stab II./KG255
- 7./KG77 a partir do 4./KG255
- 8./KG77 a partir do 5./KG255
- 9./KG77 a partir do 6./KG255

Foi realizada a conversão para o uso dos bombardeiros Ju 88 LT em Julho de 1943. O Gruppe foi dispensado em Julho de 1944.

## IV. Gruppe

### Gruppenkommandeure
- Maj Hans-Jörg Leutze, 30 de Outubro de 1941 - 11 de Junho de 1943
- Maj Peter Schnoor, 12 de Junho de 1943 - 6 de Setembro de 1944

Formado em Outubro de 1940 em Laon-Couvron como Erg.Sta./KG77. Em Março de 1941 foi acrescentado ao Gruppe:
- Stab IV./KG77 novo
- 10./KG77 a partir do Erg.Sta./KG77
- 11./KG77 novo
- 12./KG77 novo (Junho de 1941)

Foi dispensado em Julho de 1944, exceto:
- Stab IV./KG77 se tornou Stab/Erg.KGr. LT
- 12./KG77 se tornou 1./Erg.KGr. LT